# 18e régiment alpin
Le 18e régiment de chasseurs alpins (italien : 18° Reggimento Alpini) a été d'une courte durée (1997–2004) Infanterie légère de la formation régiment de l'Armée italienne, spécialisée dans le Combat en Montagne. Il était basé dans la ville de Meran et se composait de l'unique Edolo bataillon. D'abord subordonné à la Brigade Alpine Tridentina, il a été cédé le 1er mars 1998 à l'Alpine Corps de Commande. Les chasseurs Alpins sont un régiment de corps d'infanterie de l'Armée italienne, qui s'est distingué dans les combats durant la Première Guerre mondiale et la Seconde Guerre mondiale.
La tâche principale du régiment a été la formation des recrues pour les régiments de chasseurs Alpins basé dans le Trentino-Alto Adige/Südtirol région du nord de l'Italie. Avec la suspension du service militaire obligatoire en Italie, le régiment a été dissous le 30 septembre 2004.
- Commandement du régiment
  -  Compagnie de commandement et de soutien logistique "L'indispensabile"
  -  Bataillon alpin Edolo
    -  50e Compagnie alpine "La balda"
    -  51e Compagnie alpine "La veloce"
    -  52e Compagnie alpine "La ferrea"
    -  110e Compagnie de mortiers "La noble"